# 앵그리버드 리오
앵그리 버드 리오(영어: Angry Birds Rio)는 로비오가 개발하고 출시한 액션 퍼즐 게임으로, 앵그리 버드 시리즈 중 하나이다. 처음 출시 될 때는 iOS용으로 먼저 출시되었으나, 며칠 지나지 않아 안드로이드 OS용이 출시되었다.

## 영화리오와의 관계
앵그리 버드 리오는 2011년에 개봉된 브라질 애니메이션 영화 리오와 동시 기획한 게임으로, 리오의 주인공 및 적 등이 출현한다.

## 새로 추가된 새 및 적들
- 블루(Blu)

게임에서 누르면 날개를 퍼덕여 주위의 장애물을 부순다.
- 블루와 쥬엘(Blu and Jewel)

체인에 블루와 쥬엘이 묶여 있다. 게임에서 누르면 쥬엘이 일직선으로 날아가 장애물을 부순다.
- 마모셋(Marmosets)

게임에서 나오는 돼지들의 역할을 대신한다.
- 킹 마모셋(King Marmoset)

마모셋들의 리더이다. 가끔씩 보스 캐릭터이며 플랫폼을 이리저리 뛰어다닌다. 충분한 피해를 입히면 죽는다.
- 나이젤(Nigel)

영화 리오의 주 악당이다. 최종보스로 여러 번 등장한다. 게임에선 여기저기 날아다닌다. 킹 마모셋처럼 충분한 피해를 입혔을 때 죽는다.

## 스테이지

### Rio 스테이지
| # | 에피소드          | 레벨 수 | 공개일           | 비고          |
| - | ----------------- | ------- | ---------------- | ------------- |
| 1 | Smuggler's Den    | 30+6    | 2011년 3월 22일  | 황금 파인애플 |
| 2 | Jungle Escape     | 30+6    | 2011년 3월 22일  | 황금 바나나   |
| 3 | Beach Volley      | 30+6    | 2011년 5월 12일  | 황금 수박     |
| 4 | Carnival Upheaval | 30+6    | 2011년 6월 8일   | 황금 파파야   |
| 5 | Airfield Chase    | 30+6    | 2011년 8월 18일  | 황금 사과     |
| 6 | Smuggler's Plane  | 30+6    | 2011년 11월 22일 | 황금 망고     |
| 7 | Market Mayhem     | 30+6    | 2013년 12월 10일 | 황금 딸기     |
| 8 | Golden Beachball  | 30+6    | 2011년 8월 1일   | 황금 체리     |

### Rio2 스테이지
| # | 에피소드      | 레벨 수 | 공개일           | 비고          |
| - | ------------- | ------- | ---------------- | ------------- |
|   | Playground    | 5       | 2014년 2월 20일  |               |
| 1 | Rocket Rumble | 20+6    | 2013년 12월 18일 | 황금 로켓     |
| 2 | High Dive     | 20+6    | 2014년 2월 20일  | 황금 보물상자 |
| 3 | Blossom River | 20+6    | 2014년 4월 10일  | 황금 닻       |
| 4 | Timber Tumble | 20+6    | 2014년 7월 15일  | 황금 톱니바퀴 |
| 5 | Hidden Harbor | 15      | 2014년 7월 15일  |               |
| 6 | Treasure Hunt | 40+6    | 2015년 9월 25일  | 황금 코인     |

## 평가
| 평가 |                              |
| --- | ---------------------------- |
| 통합 점수 통합사 점수 메타크리틱 iOS: 87/100 [ 1 ] iOS ( HD ): 88/100 [ 2 ] 평론 점수 평론사 점수 TouchArcade iOS: [ 3 ] |                              |
| 통합 점수 |                              |
| 통합사 | 점수                         |
| 메타크리틱 | iOS: 87/100 iOS (HD): 88/100 |
| 평론 점수 |                              |
| 평론사 | 점수                         |
| TouchArcade | iOS:                         |

## 같이 보기
- 앵그리 버드